# Otto Karl Berg
Otto Karl Berg (Stettin, Polônia, 18 de agosto de 1815 - Berlim, 20 de novembro de 1866) foi um botânico e farmacêutico alemão.

## Biografia
Berg nasceu filho de um médico em Stettin. Após a morte de seus pais, ele veio para Demmin como aprendiz de farmacêutico. Em 1838 foi para Berlim estudar farmácia, que concluiu após dois semestres com o exame. Ele alcançou seu Abitur e começou a estudar na Friedrich-Wilhelms-University em Berlim em 1842, onde recebeu seu doutorado em 1848. fil. recebeu seu doutorado e habilitação em botânica e farmacognosia em 1849. Em 1848 casou-se com Caroline Albertine Florentine Witthaus, com quem teve seis filhos.
Em Berlim, ele se tornou professor particular em 1850, membro da comissão de exames sênior em 1856 e professor extraordinário em 1862. Berg é considerado um dos maiores farmacologistas de seu tempo e o fundador da farmacoanatomia. Na botânica, Berg lidou principalmente com plantas medicinais. Além disso, a família das murtas foi uma de suas áreas de pesquisa. Ele escreveu algumas das primeiras descrições, por exemplo Orthostemon sellowianus, mais tarde renomeado Acca sellowiana por Carl Burret em 1856.
Berg morreu de uma doença pulmonar em 1866.

## Obras
- Handbuch der Pharmazeutischen Botanik (1845)
- Handbuch der Pharmazeutischen Botanik Nitze, Berlim 2. edição. 1850 versão online da Universidade e Biblioteca Estadual de Düsseldorf
  - 2. edição. Nitze, Berlim 1850 Volume 1, versão online da Universidade e Biblioteca Estadual de Düsseldorf
- Charakteristik der für die Arzneikunde und Technik wichtigsten Pflanzengenera in Illustrationen nebst erläuterndem Text. Plahn, Berlim 1845 Digitalisierte Ausgabe der Universitäts- und Landesbibliothek Düsseldorf
- Com Carl Friedrich Schmidt (1811–1890): Darstellung und Beschreibung sämmtlicher in der Pharmacopoea Borussica aufgeführten offizinellen Gewächse oder der Theile und Rohstoffe, welche von ihnen in Anwendung kommen, nach natürlichen Familien. Förstner, Leipzig,
  - Volume 1 (1858) (versão online)
  - Volume 2 (1859) (versão online)
  - Volume 3 (1861) (versão online)
  - Volume 4 (1863) (versão online)
  - Gesamtregister in Volume 4, S. V–VI (versão online)
- Revisio Myrtacearum Americae hue usque cognitarum s. Kloizschii "Flora Americae aequinoetialis" exhibens Myriaceas. In: Linnaea. Ein Journal für die Botanik in ihrem ganzen Umfange. Volume 27, 1854, S. 1–472 (biodiversitylibrary.org).
- Revision Myrtacearum Americae hucusque cognitarum (1855)
- Flora Brasiliensis Myrtographia... (1855)
- Pharmazeutische Waarenkunde. Gaertner, Berlim 1857 -
  - 1. Pharmakognosie des Pflanzenreichs. 3., völlig umgearb. und verm. edição.1863
  - 2. Pharmakognosie des Thierreichs. 1858
- Pharmakognosie des Pflanzen- und Thierreichs. Gaertner, Berlim 5. edição. / revisada. por von August Garcke, 1879 versão online da Universidade e Biblioteca Estadual de Düsseldorf
- Anatomischer Atlas zur pharmazeutischen Warenkunde (1865)
- Die Chinarinden der pharmakognostischen Sammlung (1865)
- Atlas der officinellen Pflanzen : Darstellung und Beschreibung der im Arzneibuche für das Deutsche reich erwähnten Gewächse Felix, Leipzig 1893 (versão online)
  - 4. Die Monocotyledoneen, Gymnospermen und Kryptogamen. 1902